# Samanta Villar
Samanta Villar Fitó (Barcelona, España; 16 de septiembre de 1975) es una periodista, escritora y presentadora de televisión y española, conocida por sus programas de formato docu-reality.

## Biografía
Nació en Barcelona y pasó gran parte de su infancia en Valencia, donde estudió en el colegio público Angelina Carnicer. Posteriormente, se licenció en Periodismo por la Universidad Autónoma de Barcelona, realizó un máster en Dirección de Actores por la Universidad Ramon Llull y también Interpretación Dramática en la escuela de actores Nancy Tuñón de Barcelona.
Comenzó su carrera profesional trabajando en TV3 como ayudante de realización. En 1998 presentó los informativos de Viladecans TV y un año después, en 1999 pasó a presentar Agenda cultural en Barcelona Televisió. Después de unos meses en la televisión local de Barcelona, fichó por TVE Cataluña, donde presentó los informativos territoriales durante 6 años. Participó también en equipos especiales de TVE para cubrir acontecimientos importantes como la muerte del papa Juan Pablo II.
En 2005 trabajó como reportera de España Directo, programa de Mediapro y TVE. Compaginó el periodismo de calle con el de plató, presentando el programa en algunas ocasiones. En 2007 pasó a presentar los informativos del canal 3/24 de Televisió de Catalunya.[cita requerida]
En septiembre de 2008 trabajó para la productora BocaBoca. Desde enero de 2009 y hasta mayo de 2010 presentó el programa 21 días en Cuatro, consiguiendo mucha audiencia con programas como "21 días fumando porros", "21 días viviendo en una chabola" o "21 días en la industria del porno". El 11 de marzo de 2010 Samanta anunció su despedida del formato. En mayo de ese mismo año dejó el programa.
El 26 de noviembre de 2010 estrenó su nuevo programa, inicialmente titulado 3 sesenta en Cuatro. Posteriormente, dicho espacio pasó a llamarse Conexión Samanta. En la cuarta temporada, Samanta Villar pasó a dirigir el programa, además de presentarlo.
En enero de 2014, anunció a través de su cuenta de Twitter que iba a tomarse un descanso fuera de la televisión por un tiempo, de modo que Conexión Samanta estuvo reemitiendo capítulos anteriores hasta la vuelta de la presentadora en el 2015. Pese a que algunos rumores llegaron a situarla en otros espacios de Mediaset España como el nocturno de Telecinco, Hable con ellas, esto fue desmentido, por lo que el 30 de enero de 2015, la periodista inició la séptima temporada de su programa Conexión Samanta. En febrero de 2016 se emitió el último programa de Conexión Samanta tras seis años en pantalla.[cita requerida]
El 17 de abril de 2016, la presentadora anunció que volvía a Cuatro para presentar el programa 9 meses con Samanta, donde mostró el proceso del embarazo de sus mellizos (Violeta y Damià) por donación de óvulos, incluyendo su propio parto. Consta de tres programas estrenados en el mes de mayo de 2016.
Samanta Villar declaró en enero de 2017 en una entrevista que volvería pronto con un nuevo formato a Cuatro. Tras un parón televisivo por el nacimiento de sus hijos mellizos, Samanta vuelve con el nuevo programa Samanta y... que se estrenó el 7 de noviembre de 2017 en horario de prime time. El formato era bastante parecido a sus programas anteriores aunque entrevista también a personajes famosos sobre el tema que se aborde en el programa.
El 21 de enero de 2019 se estrenó La vida con Samanta, continuando la tendencia de sus programas de telerrealidad y entrevistas.
En 2020 see presentó en Radio 4 el magazín matinal Avui sortim. En septiembre de 2022 se anunció que la periodista asumiría el segundo tramo de Las mañanas de RNE.

## Publicaciones
- — (2015). Nadie avisa a una puta: La historia de siete prostitutas contada sin tabús. Libros del K.O. ISBN 8416001421. OCLC 961456056.
- — (2017). Madre hay más que una: Un relato en primera persona sobre la aventura de la maternidad. Editorial Planeta. ISBN 8408166999. OCLC 1084589334.
- — (2019). La carga mental femenina: O por qué las mujeres continúan al mando del hogar a coste cero. Editorial Planeta. ISBN 8408206281. OCLC 1088527548.

## Carrera televisiva
| Año       | Programa                                             | Conductora   |
| --------- | ---------------------------------------------------- | ------------ |
| 1998      | Informativos Viladecans Televisió (Viladecans TV)    | Presentadora |
| 1999      | Agenda cultural de BTV (Betevé)                      | Presentadora |
| 1999-2005 | Informativos TVE Catalunya (La 1)                    | Presentadora |
| 2005-2007 | España Directo (La 1)                                | Reportera    |
| 2007-2008 | Notícies 3/24 (TV3, 324)                             | Presentadora |
| 2008-2010 | 21 días (Cuatro)                                     | Presentadora |
| 2010-2016 | Conexión Samanta (Telecinco)                         | Presentadora |
| 2014-2015 | Hable con ellas (Telecinco)                          | Colaboradora |
| 2016      | 9 meses con Samanta (Cuatro)                         | Presentadora |
| 2018      | Samanta y... (Cuatro)                                | Presentadora |
| 2019      | La vida con Samanta (Cuatro)                         | Presentadora |
| 2020      | Samanta y la vida de... (Cuatro)                     | Presentadora |
| 2021      | Rocío, contar la verdad para seguir viva (Telecinco) | Colaboradora |
| 2021      | Lazos de sangre (La 1)                               | Colaboradora |
| 2021-2022 | L'entrevista incòmoda (8TV, 8tvcat)                  | Presentadora |
| 2021-2022 | En el punto de mira (Cuatro)                         | Reportera    |
| 2023      | La plaza de La 1 (La 1)                              | Colaboradora |
| 2023      | Desnudos por la vida (Telecinco)                     | Concursante  |

## Premios
| 2009 | Mejor serie Documental en el I Festival Internacional de Televisión y Cine Histórico de León. | Ganadora |
| 2009 | Antena de Plata de la Asociación de Profesionales de Radio y Televisión de Madrid. | Ganadora |
| 2009 | Premio Pasión de Críticos al Descubrimiento del Año del FesTVal, Festival de Televisión y Radio de Vitoria.                                                                                      | Ganadora |
| 2010 | Mención Especial de los premios Tiflos de Periodismo organizados por la ONCE por '21 días a ciegas'.                                                                                             | Ganadora |
| 2010 | Premio Ondas por "21 días en la mina". De ese reportaje, el jurado valora "la historia auténtica y cautivadora y la presentación excelente de Samanta Villar".                                   | Ganadora |
| 2010 | Premio del Col·legi Oficial de Detectius Privats de Cataluña. | Ganadora |
| 2010 | Premio Kapital. | Ganadora |
| 2011 | El Festival Extrema'doc 2011 también se unió a las instituciones que han premiado su trabajo. En noviembre de 2011 hizo público su reconocimiento a la trayectoria profesional de la periodista. | Ganadora |
| 2013 | Mejor reportera en los premios de la Academia de TV. | Nominada |
| 2013 | Mejor reportera en los premios Iris. | Nominada |
| 2016 | Premio Antena de Oro. | Ganadora |